# Peromyscus fraterculus
Peromyscus fraterculus és una espècie de mamífer rosegador de la família dels cricètids. Viu a Mèxic i els Estats Units. Els seus hàbitats naturals són els matollars desèrtics i els vessants rocosos. És una espècie en risc mínim, és a dir, no sembla que hi hagi cap amenaça significativa per a la seva supervivència. El seu nom específic, fraterculus, significa ‘germanet’ en llatí. Anteriorment se'l considerava una subespècie de P. eremicus.